# نیوپاریس (ایندیانا)
نیوپاریس (به انگلیسی: New Paris) یک منطقهٔ مسکونی در ایالات متحده آمریکا است که در شهرستان الخارت، ایندیانا واقع شده‌است. نیوپاریس ۳٫۵ کیلومتر مربع مساحت و ۱٬۴۹۴ نفر جمعیت دارد و ۲۴۷ متر بالاتر از سطح دریا واقع شده‌است.